# Costel-Neculai Dunava
Costel-Neculai Dunava (n. 7 martie 1978

) este un deputat român, ales în 2016, 2020 și 2024 din partea PSD. 